# Acoelorrhaphe
Acoelorraphe é um género botânico pertencente à família Arecaceae.

## Espécies
Apresenta uma única espécie:
- Acoelorraphe wrightii (Griseb. & H. Wendl.) H. Wendl. ex Becc.

É nativa da América Central, México, Caribe, Bahamas e Flórida.

## Sinonímia
- Copernicia wrightii Griseb. & H.Wendl. (1866).
- Paurotis wrightii (Griseb. & H.Wendl.) Britton in N.L.Britton & J.A.Shafer (1908).
- Serenoa arborescens Sarg. (1899).
- Paurotis androsana O.F.Cook (1902).
- Paurotis arborescens (Sarg.) O.F.Cook (1902).
- Acoelorraphe arborescens (Sarg.) Becc. (1908).
- Acanthosabal caespitosa Prosch. (1925).
- Brahea psilocalyx Burret (1934).
- Acoelorraphe pinetorum Bartlett (1935).
- Paurotis schippii Burret (1935).
- Paurotis psilocalyx (Burret) Lundell (1961).